# Moše Charif
Moše Charif (hebrejsky: משה חריף, neformálně מוסה חריף, Musa Charif, žil 2. června 1933 – 16. ledna 1982) byl izraelský politik a poslanec Knesetu za stranu Ma'arach.

## Biografie
Narodil se ve městě Sosnovec v Polsku. V roce 1934 přesídlil do dnešního Izraele. Vystudoval střední školu v Tel Avivu a Technion v Haifě, kde se zaměřoval na obor architektura a urbanismus.

## Politická dráha
Od roku 1952 se usadil v kibucu Cor'a. Byl členem hnutí ha-Kibuc ha-Me'uchad, pro které byl v letech 1953–1955 koordinátorem v regionu Jeruzalému a v letech 1958–1959 zastával post tajemníka hnutí. V letech 1968–1974 pak pracoval v jeho plánovacím oddělení. Později se angažoval při vzniku hnutí ha-Tnu'a ha-Kibucit ha-Me'uchedet. Zemřel při dopravní nehodě.
V izraelském parlamentu zasedl po volbách v roce 1981, do nichž šel za Ma'arach. Zaujal post člena finančního výboru. Zemřel během funkčního období při dopravní nehodě. Při incidentu zahynula i jeho žena a syn. Na jeho počest byl pojmenován kibuc Neve Charif v jižním Izraeli. Jeho místo v parlamentu zaujala Edna Solodar.